# George Henry Chase
George Henry Chase (* 13. Juni 1874 in Lynn, Massachusetts; † 2. Februar 1952 in Cambridge, Massachusetts) war ein US-amerikanischer Klassischer Archäologe.

## Leben
Georg Henry Chase studierte an der Harvard University, wo er 1896 den Bachelor und 1897 den Master erlangte. Von 1896 bis 1898 hielt er sich an der American School of Classical Studies at Athens auf und leitete die Ausgrabungen am Heraion von Argos. Seine Promotion erreichte er 1900 in Harvard mit einer Dissertation über griechische Schildmalerei.
Nach dem Studium arbeitete Chase zunächst kurze Zeit als Master an St. Mark’s School in Southborough (Massachusetts), ehe er 1901 als Lecturer an der Harvard University angestellt wurde. 1906 wurde er zum Assistant Professor ernannt. 1908 heiratete er und katalogisierte die Vasensammlung von James Loeb in dessen Auftrag. Nachdem er 1914 an den Ausgrabungen in Sardes teilgenommen hatte, wurde er 1916 zum John E. Hudson Professor of Archaeology ernannt. Von 1925 bis 1939 wirkte er als Dekan der Graduate School of Arts and Sciences, von 1939 bis zu seiner Emeritierung am 1. Juli 1945 als Dekan der Universität. In dieser Position vertrat er den Universitätspräsidenten James Bryant Conant während dessen Einsatz im Zweiten Weltkrieg.
In seiner Forschungsarbeit widmete sich Chase der antiken Vasenmalerei und Bildhauerkunst. Er veröffentlichte Kataloge der Arretinischen Vasen (Sammlung James Loeb, Museum of Fine Arts, Boston) und bearbeitete für das Corpus Vasorum Antiquorum USA das achte Faszikel (Fogg Art Museum, Sammlung Gallatin).
Chase wurde 1912 in die American Academy of Arts and Sciences gewählt. 1929 wurde er in die American Philosophical Society aufgenommen.